# Acrolophus chonactis
Acrolophus chonactis är en fjärilsart som beskrevs av Edward Meyrick 1932. Acrolophus chonactis ingår i släktet Acrolophus och familjen Acrolophidae. Inga underarter finns listade i Catalogue of Life.